# Ljudmila Egorova
Ljudmila Borisovna Egorova (in russo Людмила Борисовна Егорова?; Lomonosov, 24 febbraio 1931 – Kaliningrad, 21 maggio 2009) è stata una ginnasta sovietica, dal 1991 russa.

## Palmarès

### Olimpiadi
- 2 medagli2:
  - 1 oro (Melbourne 1956 nel concorso a squadre)
  - 1 bronzo (Melbourne 1956 negli attrezzi a squadre)